# Azoic
Azoic és un terme utilitzat fins als anys 50 per descriure l'edat de roques que es formaren abans de l'aparició de la vida en les seqüències geològiques. Se l'ha definit de diverses maneres, però la paraula deriva del grec "a-" (‘sense’) i "zoön (‘animal’ o ‘ésser viu’), amb el significat de ‘sense vida’.
El terme fou usat ja el 1846 per un geòleg de nom Adams. Degut a la polèmica sobre la teoria evolutiva, «Azoic» fou substituït en la majoria d'ocasions pel terme «Arqueà». L'Arqueà fou més tard subdividit en Arqueà i Hadeà. Moltes de les roques que es classificaren originalment com a azoiques foren més tard descrites com arqueozoiques.
James Dwight Dana digué el 1863 que l'Azoic és «la primera edat de la història geològica, i poc importa que la ciència pugui indicar sense cap mena de dubte les roques d'aquell temps o no». Argumentà que si es trobaven fòssils en estrats anteriorment classificats com a azoics, simplement calia tirar el límit més enllà en el temps. "Tals canvis són part del progrés de la ciència."